# Janice Lawrence Braxton
Janice Faye Lawrence Braxton (Lucedale, 7 juni 1962) is een voormalig Amerikaans basketbalspeelster. Zij won met het Amerikaans basketbalteam de gouden medaille tijdens de Olympische Zomerspelen 1984.
Braxton speelde voor het team van de Louisiana Tech University, waar ze het kampioenschap won in 1981 en 1982. Ze speelde een seizoen in de Women's American Basketball Association en ging daarna in Italië spelen. In totaal speelde ze 13 seizoenen in de Italiaanse basketbalcompetitie. Met haar team Associazione Sportiva Vicenza won ze 4x de EuroLeague. In 1997 maakte ze haar WNBA-debuut bij de Cleveland Rockers. Dit was het eerste jaar van de WNBA.
Tijdens de Olympische Zomerspelen 1984 in Los Angeles won ze olympisch goud door Zuid-Korea te verslaan in de finale met 85-55. Ook won ze zilver met het nationale team het Wereldkampioenschap basketbal 1983 in Brazilië.
Na haar carrière als speler werd zij basketbalcoach. In 2006 werd Braxton toegevoegd aan de Women’s Basketball Hall of Fame.